# Nemoj nikome reći
Nemoj nikome reći hrvatska je teen-humoristična serija iz 2015. koju su režirali Ivan Livaković i Andrija Mardešić, a producirala Kombinat produkcija. Obuhvaća 12 epizoda, a glavne uloge tumače Mia Anočić Valentić, Tena Nemet Brankov, Matija Cigir, Sara Duvnjak, Matija Prskalo i Hrvoje Kečkeš. Radnja se odvija oko Helene, cinične 17-godišnje djevojke koja je iz Našica došla u gimnaziju u Zagrebu, te koja na šaljiv način publici opisuje svoje doživljaje iz škole, u kojoj prednjače cure Brigita i Iva, ali i iz osobnog života svojih roditelja, Anite i Davora.

## Radnja
Autori serije su u priču uključili razne moderne i inovativne stilizacije vezane uz Facebook, Twitter i Instagram, kao i široku lepezu animacije i vizualnih efekata. Dotakla se i raznih tema hrvatske svakodnevice, kao što su alkoholizam među mladima, opijati, tulumi, homoseksualnost, maltretiranja u školi, te i ovisnosti o društvenim mrežama. Reakcije gledatelja bile su podvojene, dio ih je gledao na seriju kao osvježenje, drugime se činila odveć radikalna, no kritike su većinom bile pozitivne.

## Pregled serije
|  | 1 | 12 | 18. listopada 2015. | 10. siječnja 2016. |
|  | 2 | 12 | 24. veljače 2017.   | 26. svibnja 2017.  |

## Glavne uloge
- Mia Anočić Valentić - Helena Jurić
- Tena Nemet Brankov - Iva Tarle
- Katarina Strahinić - Adela
- Matija Cigir - Mario Bubalo
- Sara Duvnjak - Brigita Vuković
- Matija Prskalo - Anita Jurić
- Hrvoje Kečkeš - Davor Jurić
- Marin Radman - Lucas
- Hrvoje Vladisavljević - Matija Todorović
- Dinka Vuković - Emanuela
- Dajana Čuljak - Tijana Božić